# Thyreus stellifera
Thyreus stellifera är en biart som först beskrevs av Cockerell 1936.  Thyreus stellifera ingår i släktet Thyreus och familjen långtungebin. Inga underarter finns listade i Catalogue of Life.